# Андроновская (Каргопольский район)
Андроновская — деревня в Каргопольском районе Архангельской области России. Входит в состав Павловского сельского поселения.

## История
В «Списке населенных мест Олонецкой губернии по сведениям за 1905 год», населённый пункт упомянут как деревня Андроновская (Погост) Ольховского общества Усачёвской волости Каргопольского уезда, при реке Онеге, расположенная в 18 верстах от уездного города Каргополь. В деревне насчитывался 21 дом и проживало 116 человек (53 мужчины и 63 женщины), относящихся преимущественно к крестьянскому сословию (111 человек). Функционировала школа.

## География
Деревня находится в юго-западной части Архангельской области, в южной зоне средней тайги, на левом берегу реки Онеги, к востоку от автодороги 11Р-001, на расстоянии примерно 15 километров (по прямой) к северо-востоку от города Каргополя, административного центра района. Абсолютная высота — 98 метров над уровнем моря.

### Часовой пояс
Андроновская, как и вся Архангельская область, находится в часовой зоне МСК (московское время). Смещение применяемого времени относительно UTC составляет +3:00.

## Население
| 2002 | 2010 | 2012 |
| ---- | ---- | ---- |
| 54   | ↘28  | ↘26  |

Национальный состав
Согласно результатам переписи 2002 года, в национальной структуре населения русские составляли 100 %.